# Сиера Невада де Санта Марта
Сиера Невада де Санта Марта (на испански: Sierra Nevada de Santa Marta) е изолиран планински масив в най-северната част на Андите, разположен в Северна Колумбия, покрай южния бряг на Карибско море. Има форма на обърнат с върха си равностранен триъгълник със страна около 150 km. На север, запад и юг със стръмни склонове се спуска съответно към Карибско море и Прикарибската Колумбийска низина, а на югоизток ниска седловина го отделя от планинската верига Сиера де Периха. В централната му част се издига пик Кристобал Колон 5730 m, най-високата точка на Колумбия. Изграден е предимно от кристалинни и метаморфни скали, а склоновете му – от седиментни скали. Най-високите му части са заети от вечни снегове и малки ледници. От него водят началото си множество малки, къси и бурни реки, като най-големите са Сесир (десен приток на Магдалена и Каланкала (влива се в Карибско море). Северните му влажни склонове са заети от от зелени през лятото гори, южните по-сухи – от ксерофитни редки гори и храсти, а най-високия пояс – от планински ливади и пасища, т.нар. „парамос“. На северозападното му подножие, на брега на Карибско море е разположен град Санта Марта, а на югоизточното – град Валедупар.